# 23. Oscar-gála
Az 23. Oscar-gálát, a Filmakadémia díjátadóját 1951. március 29-én tartották meg. A Mindent Éváról megelőzte a jelölésekben eddig vezető Elfújta a szélt, 14 kategóriában lett jelölt, 1997-ben kapott ennyi jelölést újra film, a Titanic. A legjobbnak ítélt női főszereplői díj azonban egy addig észrevétlen színésznőé lett, Judy Holliday a Columbia stúdió sztárját, Rita Hayworthöt helyettesítette, Oscar-díjat érően.

## Kategóriák és jelöltek
Nyertesek félkövérrel jelölve

### Legjobb film
- Mindent Éváról (All About Eve) – 20th Century-Fox – Darryl F. Zanuck
  - Alkony sugárút (Sunset Blvd.) – Paramount – Charles Brackett
  - Born Yesterday – Columbia – S. Sylvan Simon
  - Father of the Bride – Metro-Goldwyn-Mayer – Pandro S. Berman
  - Salamon király kincse (King Solomon’s Mines) – Metro-Goldwyn-Mayer – Sam Zimbalist

### Legjobb színész
- José Ferrer – Cyrano de Bergerac
  - Louis Calhern  – The Magnificent Yankee
  - William Holden – Alkony sugárút (Sunset Blvd.)
  - James Stewart – Barátom, Harvey (Harvey)
  - Spencer Tracy – Father of the Bride

### Legjobb színésznő
- Judy Holliday – Born Yesterday
  - Anne Baxter    – Mindent Éváról (All About Eve)
  - Bette Davis        – Mindent Éváról (All About Eve)
  - Eleanor Parker     – Caged
  - Gloria Swanson      – Alkony sugárút (Sunset Blvd.)

### Legjobb férfi mellékszereplő
- George Sanders – Mindent Éváról (All About Eve)
  - Jeff Chandler – Broken Arrow
  - Edmund Gwenn – Mister 880
  - Sam Jaffe – Aszfaltdzsungel (The Asphalt Jungle)
  - Erich von Stroheim – Alkony sugárút (Sunset Blvd.)

### Legjobb női mellékszereplő
- Josephine Hull – Barátom, Harvey (Harvey)
  - Hope Emerson – Caged
  - Celeste Holm – Mindent Éváról (All About Eve)
  - Nancy Olson – Alkony sugárút (Sunset Blvd.)
  - Thelma Ritter – Mindent Éváról (All About Eve)

### Legjobb rendező
- Joseph L. Mankiewicz – Mindent Éváról (All About Eve)
  - George Cukor – Born Yesterday
  - John Huston – Aszfaltdzsungel (The Asphalt Jungle)
  - Carol Reed – A harmadik ember (The Third Man)
  - Billy Wilder – Alkony sugárút (Sunset Blvd.)

### Legjobb eredeti történet
- Pánik az utcán (Panic in the Streets) – Edna Anhalt, Edward Anhalt
  - Keserű rizs (Riso Amaro; olasz) – Giuseppe De Santis, Carlo Lizzani
  - The Gunfighter – William Bowers, Tóth Endre (mint André de Toth)
  - Mystery Street – Leonard Spigelgass
  - When Willie Comes Marching Home – Sy Gomberg

### Legjobb eredeti forgatókönyv
- Alkony sugárút (Sunset Blvd.) – Charles Brackett, D.M. Marshman, Billy Wilder
  - Ádám bordája (Adam’s Rib) – Ruth Gordon, Garson Kanin
  - Caged – Virginia Kellogg, Bernard C. Schoenfeld
  - Férfisors[* 1] (The Men) – Carl Foreman
  - Nincs kiút (No Way Out) – Joseph L. Mankiewicz, Lesser Samuels

### Legjobb adaptált forgatókönyv
- Mindent Éváról (All About Eve) – Joseph L. Mankiewicz forgatókönyve Mary Orr: The Wisdom of Eve elbeszélése alapján
  - Aszfaltdzsungel (The Asphalt Jungle) – Ben Maddow, John Huston forgatókönyve W.R. Burnett regénye alapján
  - Born Yesterday – Albert Mannheimer forgatókönyve Garson Kanin: Born Yesterday című színműve alapján
  - Broken Arrow – Albert Maltz forgatókönyve Elliott Arnold: Blood Brother című regénye alapján
  - Father of the Bride – Frances Goodrich, Albert Hackett forgatókönyve Edward Streeter regénye alapján

### Legjobb operatőr
- Robert Krasker – A harmadik ember (The Third Man) (ff)
  - Mindent Éváról (All About Eve) – Milton Krasner
  - Aszfaltdzsungel (The Asphalt Jungle) – Harold Rosson
  - The Furies – Victor Milner
  - Alkony sugárút (Sunset Blvd.) – John F. Seitz

- Robert Surtees – Salamon király kincse (King Solomon’s Mines) (színes)
  - Annie Get Your Gun – Charles Rosher
  - Broken Arrow – Ernest Palmer
  - Tűz és íj (The Flame and the Arrow]) – Ernest Haller
  - Samson and Delilah – George Barnes

### Látványtervezés és díszlet
Fekete-fehér filmek
- Hans Dreier, John Meehan, Samuel M. Comer, Ray Moyer – Alkony sugárút (Sunset Blvd.)
  - Lyle Wheeler, George Davis, Thomas Little, Walter M. Scott – Mindent Éváról (All About Eve)
  - Cedric Gibbons, Hans Peters, Edwin B. Willis, Hugh Hunt – The Red Danube

Színes filmek
- Hans Dreier, Walter Tyler, Samuel M. Comer, Ray Moyer – Samson and Delilah
  - Cedric Gibbons, Paul Groesse, Edwin B. Willis, Richard A. Pefferle – Annie Get Your Gun
  - Ernst Fegte, George Sawley – Destination Moon[* 2]

### Legjobb vágás
- Salamon király kincse (King Solomon’s Mines) – Ralph E. Winters, Conrad A. Nervig
  - Mindent Éváról (All About Eve) – Barbara McLean
  - Annie Get Your Gun – James E. Newcom
  - Alkony sugárút (Sunset Blvd.) – Arthur Schmidt, Doane Harrison
  - A harmadik ember (The Third Man) – Oswald Hafenrichter

### Legjobb vizuális effektus
- Destination Moon – Nem volt név megjelölve
  - Samson and Delilah – Nem volt név megjelölve

### Legjobb idegen nyelvű film (különdíj)
- The Walls of Malapaga (Au delà des grilles/Le mura di Malapaga) (Franciaország/Olaszország) – Francinex, Italia Produzione – George Agliani és Alfredo Guarini producerek – René Clément rendező

### Legjobb eredeti filmzene

#### Filmzene drámai filmben vagy vígjátékban
- Alkony sugárút (Sunset Blvd.) – Franz Waxman
  - Mindent Éváról (All About Eve) – Alfred Newman
  - The Flame and the Arrow – Max Steiner
  - No Sad Songs for Me – George Duning
  - Samson and Delilah – Victor Young

#### Filmzene musicalfimben
- Annie Get Your Gun – Adolph Deutsch és Roger Edens
  - Hamupipőke (Cinderella) – Oliver Wallace és Paul J. Smith
  - I’ll Get By – Lionel Newman
  - Három kis szó (Three Little Words) – André Previn
  - The West Point Story – Ray Heindorf

## Statisztika

### Egynél több jelöléssel bíró filmek
- 14 : Mindent Éváról (All About Eve)
- 11 : Alkony sugárút (Sunset Boulevard)
- 5 : Born Yesterday, Samson and Delilah
- 4 : Annie Get Your Gun, Aszfaltdzsungel (The Asphalt Jungle)
- 3 : Broken Arrow, Caged, Hamupipőke (Cinderella), Father of the Bride, Salamon király kincse (King Solomon’s Mines), A harmadik ember (The Third Man)
- 2 : Destination Moon, The Flame and the Arrow; Barátom, Harvey (Harvey), The Magnificent Yankee

### Egynél több díjjal bíró filmek
- 6 : Mindent Éváról (All About Eve)
- 3 : Alkony sugárút (Sunset Boulevard)
- 2 : Salamon király kincse (King Solomon’s Mines), Samson and Delilah